# Langgletscher
Langgletscher – lodowiec o długości 6,6 km (2005 r.) i powierzchni 10,1 km² (1973 r.).
Lodowiec położony jest w Alpach Berneńskich w kantonie Valais w Szwajcarii.